# Megu
Die Megu Metall- und Gußwarenhandels-Ges.m.b.H., kurz Megu, war ein österreichisches Unternehmen und Hersteller von Kraftfahrzeugen.

## Unternehmensgeschichte
Die Geschichte des Wiener Unternehmens Megu reicht mindestens bis in die 1950er-Jahre zurück und endete 2005. Sie ist eng verbunden mit dem aus Berlin stammenden Unternehmer und Juristen Ragnar Alexander Mathéy (1920–2003); er erwarb es 1958 und führte es bis zu seinem Tod in leitender Funktion fort.

### Vor 1958
Wann, wo und von wem die Megu Metall- und Gußwarenhandels-Ges.m.b.H. gegründet wurde, ist nicht überliefert. Die Gesellschaft mit beschränkter Haftung nach österreichischem Recht befasste sich ursprünglich offenbar mit dem Handel von Metall- und Gusswaren; sie trat jedoch vor 1958 noch nicht nennenswert in Erscheinung.
Der spätere Inhaber Ragnar Mathéy, dessen Eltern aus Siebenbürgen beziehungsweise dem schwedischen Adel stammten, hatte bis 1958 bereits in verschiedenen Bereichen unternehmerische Erfahrung gesammelt. Von 1947 bis 1958 war er für den Lastkraftwagen-Hersteller Österreichische Saurerwerke in Wien tätig, darunter rund acht Jahre als Generalsekretär am Stammsitz Wien und zwei Jahre als Generalvertreter für weite Teile Europas. Von 1948 bis 1953 war er zudem Pächter des österreichischen Teils des Neusiedlersees, wo er kommerziell Schilfrohr abbaute; er gelangte so zu den im Nachkriegsösterreich begehrten Devisen.
Schon ab den frühen 1950er-Jahren vermarktete er in Wien Motorroller, insbesondere der Marken Lohner (Bauzeit ab 1950) sowie Kosty (nur 1952 gebaut), und trug damit zur beginnenden Massenmotorisierung in Österreich bei. Finanziell unterstützte er die Entwicklung und den Bau der Kauba Lux-Roller (Bauzeit 1953 bis 1956) durch den österreichischen Flugzeug- und Motorrollerpionier Otto Kauba. Beim Motorroller Bobby, der eine Weiterentwicklung des Kauba Lux 98 darstellte und einzelstückweise nur 1955 und 1956 entstand, trat Mathéy sogar selbst als Konstrukteur in Erscheinung.
Ferner entwarf er – noch ohne wirtschaftlichen Erfolg – eines der ersten österreichischen Elektroautomobile.

### Ab 1958
Als der Motorrollerboom auch in Österreich endete, erwarb Mathéy 1958 die bereits bestehende Wiener Handelsgesellschaft Megu. Zum Sortiment gehörte ab 1958 auch Automobilzubehör; so übernahm Mathéy den Vertrieb von Sicherheitsgurten der Marke Klippan exklusiv über Megu für Österreich sowie exklusiv für Bayern über das ähnlich ausgerichtete Perohaus in München.
Zeitweilig trat das Unternehmen Megu auch als Kraftfahrzeughersteller in Erscheinung. Die Fahrzeuge entstanden in Zusammenarbeit mit den beiden weiteren Unternehmen Wilhelm Gesierich, Mechanische Werkstätte aus der Karmaschgasse 17 im 10. Wiener Gemeindebezirk Favoriten und Dr. Mathey-Fahrzeugbau aus Haslau in Niederösterreich. Der Markenname lautete Megu. Zu dieser Zeit befand sich der Sitz an der Neustiftgasse 40 im 7. Wiener Gemeindebezirk Neubau. Die Angaben zum Produktionszeitraum schwanken teils erheblich. Nach zwei Quellen fand die Kraftfahrzeugfertigung nur 1967 statt. Eine andere Quelle nennt den Zeitraum von 1958 bis 1974. Eine weitere Quelle gibt den Zeitraum 1966 bis 1972 an. Spätestens ab den 2000er Jahren war der Sitz an der Grundsteingasse 12 im 16. Wiener Gemeindebezirk Ottakring.
Es ist nicht genau bekannt, an welchem Tag das Unternehmen aufgelöst wurde. Laut den gespeicherten Versionen der Internetseite des Unternehmens war es am 23. Dezember 2004 noch aktiv und am 3. November 2005 aufgelöst.
Unklar sind die Verbindungen zur Megu GesmbH und zur Megu Handels- & Werbe GmbH, die mit gleicher Adresse sowie gleicher Telefon- und Faxnummer gemeldet waren. Beim Onlineshop auf der Internetseite wird ebenfalls die Firmierung Megu Handels & Werbe GmbH genannt. Dieses Unternehmen hatte die Firmennummer FN 85321 Y und die ATU-Nummer 14669900. Es existierte seit mindestens 1997, da ein Jahresabschluss für das Jahr 1997 eingereicht wurde. Nach dem Ausscheiden der Prokuristin Stefanie Schulz am 31. Juli 1999 vertrat Ragnar Mathéy das Unternehmen – bis zu seinem Tod am 9. Februar 2003 – alleine. Am 6. September 2006 wurde es wegen Vermögenslosigkeit aufgelöst.

## Produkte

### Fahrzeuge
Das Sortiment der Marke Megu umfasste die Modelle Mopetta, Student, Boy und Dienstmann. Es waren Dreiräder mit hinterem Einzelrad. Ein Motor von den Puch-Werken mit 50 cm³ Hubraum trieb die Fahrzeuge an.
Das Modell Mopetta wurde in einer Pkw-Ausführung als Stadt- und Überlandauto bezeichnet, war aber auch als Lieferwagen erhältlich. Auffallend war die Front mitsamt Windschutzscheibe und Dach. Zum Be- und Entsteigen wurde die Front samt mopedartigem Lenker zur Seite gedreht. Die seitlich offene Karosserie bot Platz für zwei Personen hintereinander; der Fahrer saß dabei weit vorne, direkt über der Vorderachse. Ein Verdeck war gegen Aufpreis lieferbar. Der Lieferwagen hatte anstelle eines zweiten Sitzes eine Ladefläche hinter dem Fahrer. Sowohl der Pkw als auch der Lieferwagen kosteten 19.800 Österreichische Schillinge und das Verdeck 1.500 Schillinge Aufpreis. Bei diesem Modell leistete der Motor 3,5 PS (2,6 kW) und war mit einem Dreiganggetriebe verbunden. Eine Quelle sieht eine Ähnlichkeit zum Norsjö Shopper von Lennartsfors.
Der Student war ähnlich konzipiert und nur auf Bestellung lieferbar. Der Fahrersitz war weiter hinten, zwischen den Achsen montiert und der Radstand des Fahrgestells kürzer. Hinter dem Fahrer befand sich gegen Aufpreis ein Sattel für einen Passagier. Gelenkt wurde mittels eines Lenkrads. Der Motor leistete nur 2,3 PS (1,7 kW). Das Fahrzeug kostete 15.800 Schillinge mit Dreigangschaltung. Automatikgetriebe kostete 600 Schillinge Aufpreis und der Sattel für den Passagier 200 Schillinge.
Der Boy ähnelte hinsichtlich der Sitzanordnung, der Lenkung und der Motorisierung dem Student, hatte aber den regulären Radstand der Mopetta-Modelle. Für den Warentransport befand sich an der Fahrzeugfront eine niedrige Plattform (eine Ladepritsche ohne Seitenwände); auf Wunsch konnte vorne ein Kasten mit Deckel montiert werden. Der Preis für das Fahrgestell entsprach dem Student. Der Kasten kostete 1000 Schillinge Aufpreis. Der zweite Sitz war ebenfalls gegen Aufpreis lieferbar. Auch dieses Modell war nur auf Bestellung erhältlich.
Der Dienstmann basierte auf dem Modell Mopetta. Er war mit deutlich kürzerem Radstand als Sattelzug konzipiert. Die Länge des Sattelaufliegers war wählbar. Der Gesamtpreis war mit 22.800 Schillinge angegeben. Dieses Modell war ebenfalls nur auf Bestellung lieferbar.
Alle Megu-Modelle waren technisch eng mit dem Dreirad-Lastenroller Mopetta Lastenboy verwandt. Dieser hatte ebenfalls eine vordere Ladepritsche zum Gütertransport, verzichtete jedoch auf die Frontverkleidung mit Windschutzscheibe, Scheinwerfern und Dach; auch war der mopedartige Stahlrohrrahmen des Lastenrollers nicht durch Karosserieteile verkleidet. Der Mopetta Lastenboy war eine alleinige Entwicklung von Gesierich von etwa 1960/61, der bis 1972 auch allein für den Bau verantwortlich war; Megu übernahm hierbei nur den Vertrieb, wobei der Preis mit 12.800 Schillingen im Jahr 1971 um 3.000 Schillinge günstiger war als beim Megu Boy mit Frontverkleidung und Dach.
Eine Megu Mopetta war seit 1999 in der Sammlung RRR – Roller Rollermobile Raritäten in der Nostalgiewelt Eggenburg im niederösterreichischen Eggenburg ausgestellt, bis sie zusammen mit weiteren Sammlungsstücken am 10. Juli 2020 versteigert wurde.

### Andere Artikel
Im Angebot standen ferner Freizeitartikel. Dazu gehörten Vorzelte für Wohnwagen, Zelte, weiteres Campingzubehör sowie Produkte für Angler und Jäger. Ebenso wurde der Wohnmobilausbau angeboten.